# B. F. Skinner
Burrhus Frederic Skinner (Susquehanna, 20 de março de 1904 – Cambridge, 18 de agosto de 1990), mais conhecido como B. F. Skinner, foi um psicólogo, inventor e filósofo social estadunidense. Foi professor de psicologia na Universidade Harvard de 1958 até sua aposentadoria em 1974.
Considerando o livre-arbítrio uma ilusão, Skinner via a ação humana como dependente das consequências de ações anteriores, uma teoria que ele articularia como o princípio do reforço: se as consequências de uma ação forem ruins, há uma grande chance de que a ação não seja repetida; se as consequências forem boas, a probabilidade de a ação ser repetida se torna mais forte.
Skinner desenvolveu a análise do comportamento, especialmente a filosofia do behaviorismo radical, e fundou a análise experimental do comportamento, uma escola de psicologia experimental. Também usou o condicionamento operante para fortalecer o comportamento, considerando a taxa de resposta como a medida mais eficaz da força da resposta. Para estudar o condicionamento operante, inventou a câmara de condicionamento operante (também conhecida como caixa de Skinner), e para medir a taxa, inventou o registrador cumulativo. Usando essas ferramentas, ele e Charles Ferster produziram o trabalho experimental mais influente de Skinner, descrito em seu livro Schedules of Reinforcement, de 1957.
Skinner foi um autor prolífico, publicando 21 livros e 180 artigos. Ele imaginou a aplicação de suas ideias ao projeto de uma comunidade humana em seu romance utópico Walden Two, de 1948, enquanto sua análise do comportamento humano culminou na obra Verbal Behavior , de 1958. Skinner, John B. Watson e Ivan Pavlov são considerados os pioneiros do behaviorismo moderno. Assim, uma pesquisa de junho de 2002 listou Skinner como o psicólogo mais influente do século XX.

## Vida
Skinner nasceu em Susquehanna, Pensilvânia, filho de Grace e William Skinner, este último advogado. Skinner tornou-se ateu depois que um professor cristão tentou amenizar seu medo do inferno descrito por sua avó. Seu irmão Edward, dois anos e meio mais novo, morreu aos 16 anos por conta de uma hemorragia cerebral.
O amigo mais próximo de Skinner quando criança era Raphael Miller, a quem ele chamava de Doc porque seu pai era médico. Doc e Skinner se tornaram amigos por causa da religiosidade de seus pais e ambos tinham interesse em engenhocas e dispositivos. Eles montaram uma linha telegráfica entre suas casas para enviar mensagens um ao outro, embora tivessem que conversar por telefone devido às mensagens confusas enviadas de um lado para o outro. Durante um verão, Doc e Skinner começaram um negócio de sabugueiro para coletar frutas e vendê-las de porta em porta. Descobriram que, quando colhiam os frutos maduros, os verdes também se soltavam dos galhos, então construíram um dispositivo capaz de separá-los. O dispositivo era uma peça de metal dobrada para formar uma calha. Eles despejavam água no cocho para dentro de um balde, e os frutos maduros afundavam no balde e os verdes boiavam para para fora.

### Educação
Skinner estudou no Hamilton College em Clinton, Nova Iorque, com a intenção de tornar-se escritor. Ele se viu em desvantagem social na faculdade por causa de sua atitude intelectual. Era membro da fraternidade Lambda Chi Alpha.
Ele escrevia para o jornal da universidade, mas, por ser ateu, criticava os costumes tradicionais de sua faculdade. Depois de receber seu bacharelado em literatura inglesa em 1926, frequentou a Universidade Harvard, onde mais tarde pesquisaria e lecionaria. Enquanto estudava em Harvard, um colega, Fred S. Keller, convenceu Skinner de que poderia fazer uma ciência experimental do estudo do comportamento. Isso levou Skinner a inventar um protótipo para a caixa de Skinner e a juntar-se a Keller na criação de outras ferramentas para pequenos experimentos.
Após a formatura, Skinner tentou, sem sucesso, escrever um romance enquanto morava com seus pais, um período que mais tarde chamou de "Anos Sombrios". Ficou desiludido com suas habilidades literárias, apesar do incentivo do renomado poeta Robert Frost, concluindo que tinha pouca experiência de mundo e nenhuma perspectiva pessoal forte para escrever. Seu encontro com o behaviorismo de John B. Watson o levou a estudos de pós-graduação em psicologia e ao desenvolvimento de sua própria versão do behaviorismo.

### Últimos anos

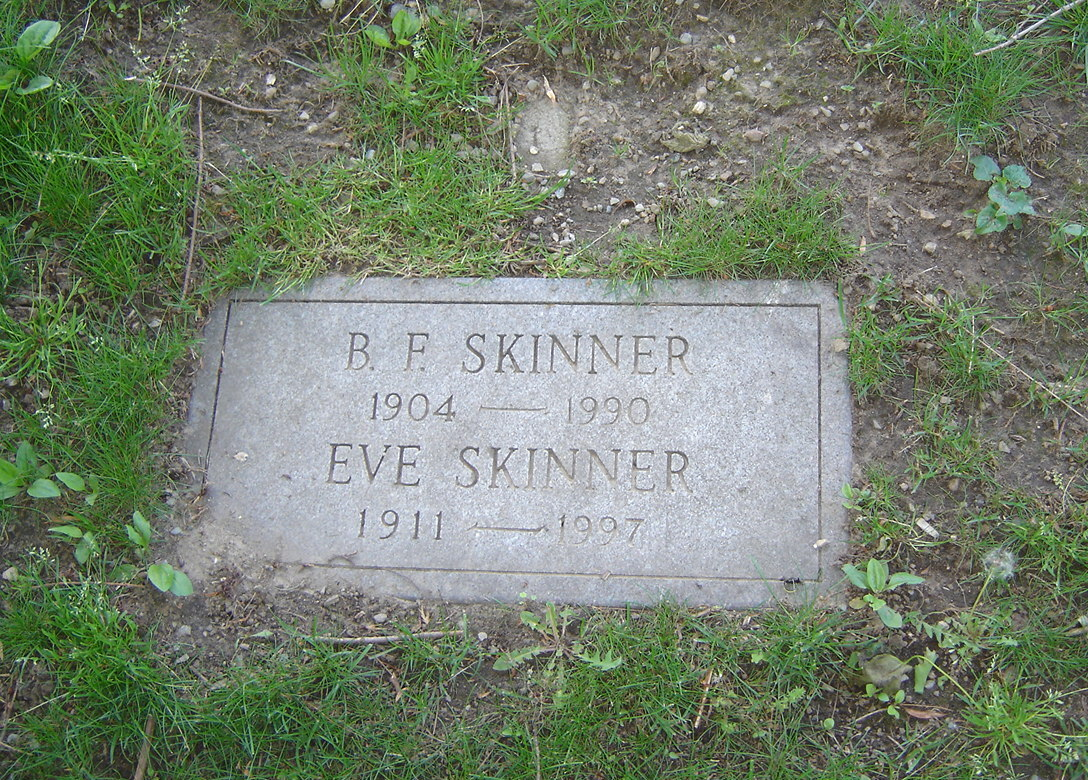
Túmolo de B. F. Skinner e de sua esposa Eve no cemitério Mount Auburn

Skinner recebeu um PhD de Harvard em 1931 e permaneceu lá como pesquisador por alguns anos. Em 1936, foi para a Universidade de Minnesota em Minneapolis para lecionar. Em 1945, mudou-se para a Universidade de Indiana, onde foi chefe do departamento de psicologia de 1946 a 1947, antes de retornar à Harvard como professor titular em 1948. Permaneceu em Harvard pelo resto de sua vida. Em 1973, foi um dos signatários do Manifesto Humanista II.
Em 1936, Skinner se casou com Yvonne "Eve" Blue. O casal teve duas filhas, Julie e Deborah (casou-se com Barry Buzan). Yvonne morreu em 1997, e está enterrada no Cemitério Mount Auburn, Cambridge, Massachusetts.
A exposição pública de Skinner aumentou na década de 1970, e ele permaneceu ativo mesmo após sua aposentadoria em 1974, até sua morte. Em 1989, Skinner foi diagnosticado com leucemia e morreu em 18 de agosto de 1990, em Cambridge, Massachusetts. Dez dias antes de morrer, recebeu o prêmio pelo conjunto da obra pela Associação Americana de Psicologia e fez uma palestra sobre seu trabalho.

## Contribuição
A principal contribuição de Skinner para a Psicologia foi o conceito de Comportamento Operante que descreve um tipo de relação entre as respostas dos organismos e o ambiente. Diferente da relação descrita no comportamento respondente onde um estímulo elicia/gera uma resposta, o comportamento operante descreve uma relação onde uma resposta que gera uma consequência (ou apenas é acompanhada por essa como no caso do comportamento supersticioso) tem a sua probabilidade de ocorrer novamente em um contexto semelhante modificada pelo efeito desta consequência sobre a interação. Consequências que têm valor de sobrevivência para os organismos têm as respostas que as geraram reforçadas, aumentando a probabilidade de que a mesma volte a ocorrer em um contexto semelhante, ao passo que consequências que trazem prejuízos aos organismos têm as respostas que as geraram punidas, reduzindo a probabilidade de que a mesma volte a ocorrer em um contexto semelhante. Nesse sentido, o behaviorismo radical proposto por Skinner amplia a visão mecanicista de estímulo-resposta do behaviorismo metodológico de Watson, entendendo o comportamento de organismos como uma interação complexa que envolve, além da emergência de respostas como reações aos estímulos do ambiente, três tipos de seleção: filogenética, ontogenética e cultural. O primeiro nível de seleção, a seleção filogenética se refere aos repertórios compartilhados por uma mesma espécie, o qual é determinado pela história evolutiva da mesma. O segundo nível de seleção, a seleção ontogenética se refere ao repertório particular de cada indivíduo ou organismo, o qual é determinado por sua história de vida ou histórico de reforçamento. E o terceiro nível de seleção, a seleção cultural se refere ao repertório compartilhado por indivíduos de uma mesma cultura, sendo este de maior importância para compreender o comportamento humano e de outros animais que apresentam algum tipo de comportamento social. Nenhum pensador ou cientista do século XX levou tão longe a crença na possibilidade de controlar e moldar o comportamento humano como o norte-americano Burrhus Frederic Skinner (1904-1990). Sua obra é a expressão mais célebre do behaviorismo, corrente que dominou o pensamento e a prática da psicologia, em escolas e consultórios, até os anos 1950.

## Experiências
É possível um pombo ter superstição? A superstição humana é um fenômeno complexo e sua história de desenvolvimento na vida das pessoas ainda não é compreendida. A despeito da complexidade, os fenômenos, ou aspectos deles, tem sido investigados pelos cientistas por meio de modelos animais. Skinner chegou a estudar o efeito da liberação de alimento em intervalos de tempo fixo e variável a pombos. Independente do que os pombos fizessem em uma caixa, um alimento era liberado e o pombo podia então consumi-lo. Ele observou que os pombos, durante algum tempo passavam a se comportar como se a comida estivesse associada ao que eles estavam fazendo. Um dos pombos passou a mover a cabeça para um lado e para o outro, enquanto outro dava voltas na gaiola, e assim por diante. Skinner chamou esse padrão de comportamento supersticioso. Seus trabalhos foram pioneiros nesta área e impactantes para toda uma geração de pesquisas sobre superstição na psicologia experimental. Ele também participou de experiências militares usando pombos treinados para dirigir misseis na Segunda Guerra Mundial.
Foi criada por ele o que chamamos hoje em dia de "caixa de Skinner", uma câmara de condicionamento operante que tinha como conceito as ações de um animal para a obtenção de alimentos ou água. Um dos exemplos do uso dessa caixa é o rato; Skinner colocou um distribuidor de comida, uma grade elétrica no chão  e uma alavanca de resposta na caixa, o rato foi inserido nesse meio e conforme o passar do tempo, buscando meios de sair dali por conta da fome, o animal percebeu que sempre que a alavanca era pressionada, comida aparecia na caixa (pelo distribuidor), e assim, todas as vezes que o rato estava com fome o mesmo pressionava a alavanca.

## Críticas
Críticas às ideias de Skinner fortaleceram-se especialmente nas décadas de 1960 e 1970, após seu livro Walden II ter-se tornado sucesso de vendas, atraindo admiradores e contestadores. As ideias de Skinner foram em especial confrontadas com as ideias de Carl Rogers. Para Rogers, Skinner privilegia conceitos como controle e previsibilidade, e dá pouco valor a conceitos como liberdade e realização pessoal. Skinner defende um modelo de educação que parte do meio para o indivíduo enquanto Rogers defende que a educação deve ser feita do indivíduo para o meio. A abordagem de Rogers considera o modelo de educação e controle de comportamento de Skinner excessivamente mecanicista e determinista.